# Жиронепроницаемая бумага

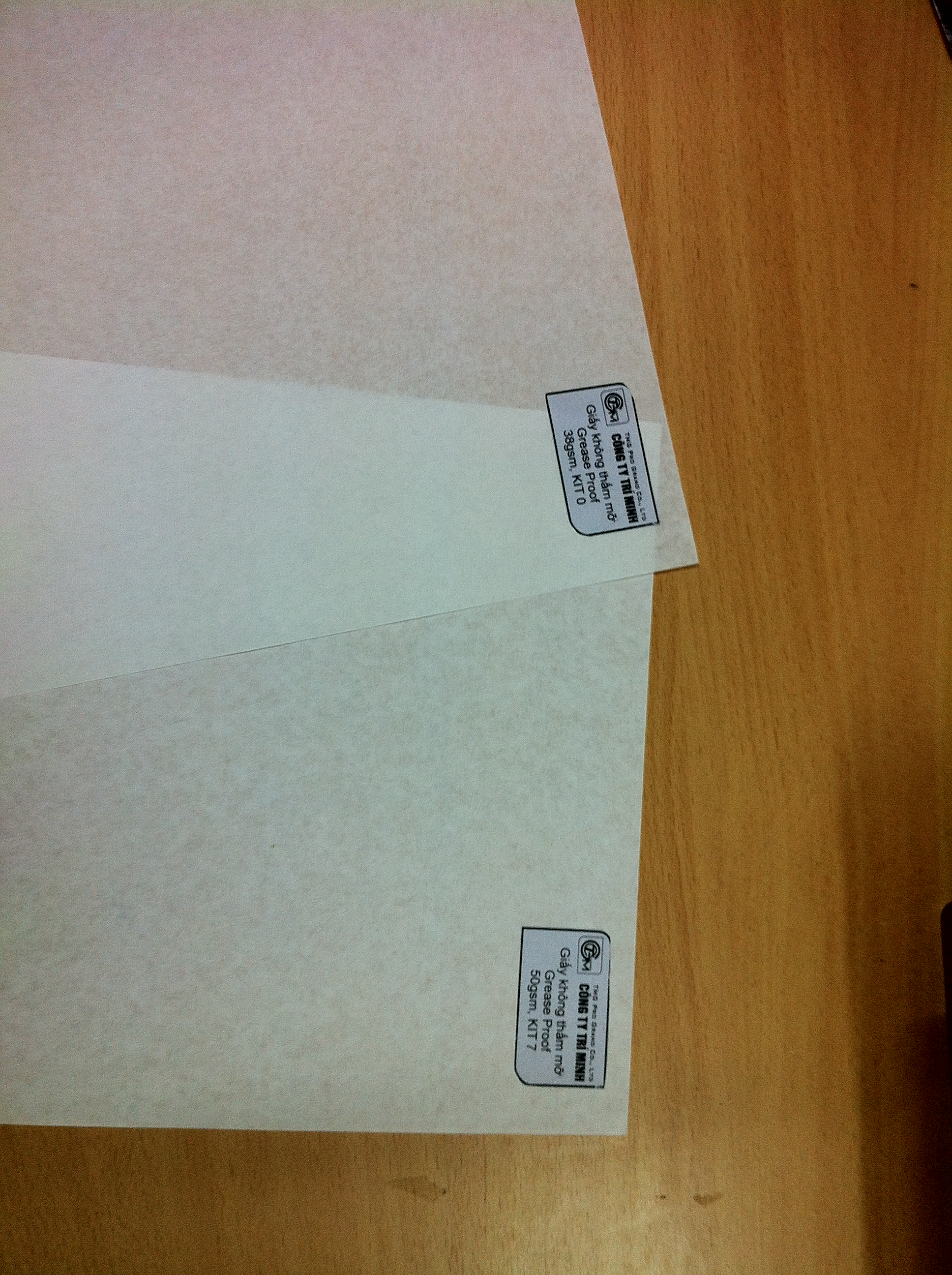
Листы жиронепроницаемой бумаги

Жиронепроницаемая бумага — бумага, непроницаемая для масла или жира. Обычно используемая для приготовления пищи или упаковки пищевых продуктов. Обычно жиронепроницаемая бумага производится путем рафинирования бумажной массы и, таким образом, создания листа с очень низкой пористостью. Этот лист пропускают между валиками с жестким прижимом (суперкаландрированием) для дальнейшего увеличения плотности, создавая бумагу, называемую пергамин. Пергамин обрабатывают крахмалами, альгинатами или карбоксиметилцеллюлозой (КМЦ) в клеильном прессе для заполнения пор или химически обрабатывают бумагу, чтобы сделать её жироотталкивающей. Граммаж жиронепроницаемой бумаги обычно в пределах 30—50 г/м 2.